# Tanjung Bay
Tanjung Bay is een bestuurslaag in het regentschap Lahat van de provincie Zuid-Sumatra, Indonesië. Tanjung Bay telt 643 inwoners (volkstelling 2010).